# Fenerbahçe Spor Kulübü (pallavolo femminile)
Il Fenerbahçe Spor Kulübü è un club pallavolistico turco, con sede a Istanbul: milita nel campionato turco di Sultanlar Ligi e fa parte della omonima società polisportiva.

## Rosa 2024-2025
| N° | Nome                  | Ruolo | Data di nascita   | Nazionalità sportiva |
| -- | --------------------- | ----- | ----------------- | -------------------- |
| 1  | Gizem Örge            | L     | 26 aprile 1993    | Turchia              |
| 3  | Magdalena Stysiak     | O     | 3 dicembre 2000   | Polonia              |
| 5  | Özlem Güven           | L     | 1º ottobre 1997   | Turchia              |
| 8  | Aslı Kalaç            | C     | 13 dicembre 1995  | Turchia              |
| 9  | Meliha İsmailoğlu     | S     | 17 settembre 1993 | Turchia              |
| 10 | Arina Fedorovceva     | S     | 19 gennaio 2004   | Russia               |
| 11 | Hristina Ruseva       | C     | 1º ottobre 1991   | Bulgaria             |
| 12 | Ana Cristina de Souza | S     | 7 aprile 2004     | Brasile              |
| 14 | Eda Erdem             | C     | 22 febbraio 1987  | Turchia              |
| 15 | Arelya Karasoy        | P     | 14 dicembre 1996  | Turchia              |
| 16 | Elica Vasileva        | S     | 13 maggio 1990    | Bulgaria             |
| 17 | Bojana Živković       | P     | 29 marzo 1988     | Serbia               |
| 18 | Dicle Babat           | C     | 15 settembre 1992 | Turchia              |
| 41 | Liza Safronova        | S     | 17 gennaio 2006   | Turchia              |
| 44 | Melissa Vargas        | O     | 16 ottobre 1999   | Turchia              |

## Palmarès
- Campionato turco: 7

2008-09, 2009-10, 2010-11, 2014-15, 2016-17, 2022-23, 2023-24
- Coppa di Turchia: 5

2009-10, 2014-15, 2016-17, 2023-24, 2024-25
- Supercoppa turca: 5

2009, 2010, 2015, 2022, 2024
- Campionato mondiale per club: 1

2010
- CEV Champions League: 1

2011-12
- Coppa CEV: 1

2013-14